# 미야사카 마사키
미야사카 마사키(일본어: 宮阪 政樹, 1989년 7월 15일 ~ )는 일본의 축구 선수이다.

## 구단 경력
그는 2012년부터 2023년까지 J리그의 몬테디오 야마가타, 마쓰모토 야마가 FC, 오이타 트리니타, 더스파구사쓰 군마, AC 나가노 파르세이루에서 활동하였다.